# Orange and Alexandria Railroad
L'Orange and Alexandria Railroad (O&A), fut un chemin de fer aux États-Unis, dans l'État de Virginie. La corporation fut établie en 1848, afin de construire un chemin de fer qui relie le piedmont fertile de Virginie avec le port de Alexandria. Après quelques années de construction, son chemin étendit de Alexandria à Gordonsville, avec une autre section de Charlottesville à Lynchburg. Lors de la Guerre de Sécession, ses chemins jouèrent un rôle important dans le déploiement des troupes.

## Histoire
Débutant en 1867, le chemin fit partie des nombreux fusions, devenant finalement une partie importante du système ferroviaire moderne de Norfolk Southern.